# Tolomeo (ópera)
Tolomeo, re d'Egitto (título original en italiano; en español, Ptolomeo, rey de Egipto, HWV 25) es una ópera en tres actos con música de Georg Friedrich Händel y libreto en italiano de Nicola Francesco Haym, adaptado de Tolomeo et Alessandro, de Carlo Sigismondo Capece. El Tolomeo del título es Ptolomeo IX.
Fue la 13.ª y última ópera de Händel para la Royal Academy of Music. Se estrenó en el King's Theatre de Londres el 30 de abril de 1728 y se repuso con revisiones el 19 de mayo de 1730 y 2 de enero de 1733. La primera producción moderna fue dirigida por Fritz Lehmann en Gotinga el 19 de junio de 1938. 
La primera interpretación historicista con instrumentos de época parece haber sido la del año 1996, con representaciones y una grabación en cedé en el Festival Händel de Halle con la orquesta Händelfestspielorchester des Opernhauses Halle, dirigida por Howard Arman.
Actualmente se representa poco. En las estadísticas de Operabase aparece con solo 8 representaciones en el período 2005-2010.